# 170644 Tepliczky
170644 Tepliczky este o planetă minoră (asteroid) din centura de asteroizi. A fost descoperită pe 25 decembrie 2003 la Piszkéstetői Obszervatórium⁠(d) de Krisztián Sárneczky⁠(d). 
Obiectul prezintă o orbită caracterizată de o semiaxă mare de 3,0919111404023 UAi, o excentricitate de 0,051199715205378, o înclinație de 11,018003292511 ° în raport cu ecliptica.